# 武商梦时代
武商梦时代（英語：Dream Plaza）是武商集团旗下位于武汉市武昌区的一座购物中心。武商梦时代紧邻武商亚贸广场和宝通寺，地上9层，地下4层，总建筑面积超过80万平方米，经营面积39.01万平方米，内建设施包括美食广场，滑雪场，游乐场，IMAX电影院。

## WS热雪奇迹
WS热雪奇迹是位于武商梦时代8层的室内滑雪场，拥有一条长度200米，包括初级道和中级道的混合道。